# Volker Hahn
Volker Hahn (* 19. April 1923 in Nordheim; † 21. August 2011 in Stuttgart) war ein deutscher Bauingenieur bei der Firma Züblin, in der er Direktor und Vorstandsmitglied war.

## Biografie
Die Großväter von Hahn waren angesehene Persönlichkeiten im Weinort Nordheim (einer Oberlehrer, der andere Schultheiß), sein Vater Siegbert Hahn war Baurat in Heilbronn, wohin die Familie zog und wo Volker Hahn zur Schule ging. 1943 wurde er eingezogen und war Soldat an der Ostfront, wurde aber nach einer dritten Verwundungen 1945 entlassen. 1946 bis 1950 studierte er Bauingenieurwesen an der TH Stuttgart, 1949 wurde er von der Stadt Heilbronn eingestellt und Bauleiter bei einer der ersten Spannbetonbrücken (Kanalhafenbrücke, Peter-Bruckmann-Brücke, Spannweite rund 100 m) nach dem Krieg. Ab 1949 war er bei der Firma Züblin. Dort arbeitete er auch an seiner Promotion zum Dr.-Ing., die 1953 erfolgte. Er entwickelte ein eigenes Vorspannverfahren für Spannbeton, vorgespannte Schleuderbetonrohre und ein System für die Montage von Geschossbauten aus Betonfertigteilen (6M-System), das haäufig bei Schulen und Verwaltungsgebäuden zum Einsatz kam.
Volker Hahn wurde Leiter des technischen Büros und der Entwicklung bei Züblin, 1964 wurde er zum Direktor ernannt, dann Sonderbevollmächtigter und 1971 Mitglied des Vorstands.
Im Jahr 1963 erhielt er durch Vermittlung von Fritz Leonhardt, mit dem er schon bei der Kanalhafenbrücke in Heilbronn Kontakte hatte, einen Lehrauftrag an der TH Stuttgart, wo er ab 1971 Honorarprofessor war.
Bei Züblin war er viel international tätig, zum Beispiel eine Brücke über den Río Caroní in Venezuela aus Spannbeton mit Freivorbau (mit Fritz Leonhardt), Tiefbauten in Doha in Katar und Bagdad, Häfen in Thailand und Iran. Von ihm stammen Anregungen zu Hochgeschwindigkeitsstrecken für die Bundesbahn, dem Umweltschutz und Lärmschutz und er begleitete die Spezialisierung von Züblin im Tunnelbau und Spezialtiefbau. 1988 ging er in den Ruhestand.
Mit Fritz Leonhardt und Friedrich Wilhelm Bornscheuer gründete er 1961 das Recheninstitut für das Bauwesen (RIB) in Stuttgart (heute RIB Software AG), nachdem sie durch Begegnung mit einem IBM-Vertreter auf die neuen Möglichkeiten der Computertechnik für statische Berechnungen und Kalkulation aufmerksam wurden. Hahn stand damals auch in Kontakt mit Konrad Zuse, der selbst Bauingenieur war und einen der ersten programmgesteuerten Computer entwickelte, um den Bauingenieur von der Rechenarbeit zu entlasten. Am RIB wurden zahlreiche Programme für das Bauwesen entwickelt. 1987 erhielt Hahn die Konrad-Zuse-Medaille für Verdienste um die Informatik.
Nach seiner Pensionierung veröffentlichte er über die gesellschaftliche Rolle des Bauwesens (zum Beispiel Zersiedlung der Landschaft, öde Vorstädte) und regte die Gründung der Stiftung Bauen an, dessen Vorsitzender und später Ehrenvorsitzender er war. Er organisierte auch kulturelle Veranstaltungen im 1984 erbauten Züblinhaus in Stuttgart-Möhringen.
1987 erhielt er die Emil-Mörsch-Denkmünze. Er erhielt 2000 das Bundesverdienstkreuz 1. Klasse.

## Schriften
- mit Martin Beyer: Massivbrücken. Ernst und Sohn, 1968.
- mit Alfred Steinle: Bauen mit Betonfertigteilen im Hochbau. Ernst und Sohn, Berlin 1991, 1998.
- Bauen in der Sackgasse? Überlegungen für einen Neubeginn. DVA, 1992.
- als Herausgeber: Bauen für eine mobilen Gesellschaft. Vorträge, gehalten am 17. September 1999 in Stuttgart. Stiftung Bauwesen, 1999.
- als Herausgeber: Der Bauingenieur und seine gesellschaftliche Aufgabe. Vorträge, gehalten am 26. Januar 1996 in Stuttgart. Stiftung Bauwesen, 1996.
- als Herausgeber: Der Bauingenieur und seine kulturelle Verantwortung. Vorträge, gehalten am 13. Oktober 2000 in Stuttgart. Stiftung Bauwesen, 2000.
- als Herausgeber: Energie und Bau. Vorträge, gehalten am 20. Februar 2004 in Stuttgart. Stiftung Bauwesen, Stuttgart 2004.